# Michael Diamond (tir)
Pour les articles homonymes, voir Michael Diamond.
Michael Constantine Diamond (né le 20 mai 1972 à Sydney, en Australie), est un tireur sportif australien. Il est double champion olympique de tir à la fosse olympique (appelé également trap).

## Sa carrière
À Atlanta, aux Jeux olympiques d'été de 1996, il remporte la médaille d'or en trap. Et il renouvelle cette performance à Sydney en 2000. 
Il détient le record du monde en double trap. 
Il gagne sa quatrième médaille d'or individuelle lors des Championnats du Monde de trap en 2007.
Il a participé à de nombreux Jeux du Commonwealth avec de superbes résultats.
Aux Jeux de Pékin, en finale du tir à la fosse olympique, lors du match de barrage pour la troisième place, il est opposé au tenant du titre et donc, à son successeur, Alekseï Alipov. Il perd la médaille au troisième plateau.
Aux Jeux de Londres, il termine en tête des qualifications du tir à la fosse olympique. Il égale le record du monde, en réalisant le score parfait de 125 plateaux touchés sur 125 lancés. En finale, comme quatre ans plus tôt, il échoue au pied du podium, lors d'un match de barrage face au Koweïtien Fehaid Al-Deehani. Il reconnait, dans la presse, que la pression engendrée par sa position de leader, au soir des qualifications, le plaçant comme le favori à la médaille d'or, a été difficile à gérer.

## Palmarès

### Jeux olympiques
- Barcelone 1992
  - 11e du tir à la fosse olympique.
- Atlanta 1996
  -  Médaillé d'or du tir à la fosse olympique.
- Sydney 2000
  -  Médaillé d'or du tir à la fosse olympique.
  - 9e en double trap.
- Athènes 2004
  - 8e du tir à la fosse olympique.
- Pékin 2008
  - 4e du tir à la fosse olympique.
- Londres 2012
  - 4e du tir à la fosse olympique.

### Championnats du monde
| - Moscou 1990 - Médaillé d'argent en double trap par équipes. - 5e en double trap. - Perth 1991 - Médaillé d'argent du tir à la fosse olympique. - 6e en double trap. - Fagnano 1994 - 11e du tir à la fosse olympique. - Nicosie 1995 - Médaillé d'argent du tir à la fosse olympique. - Médaillé d'argent du tir à la fosse olympique par équipes. - Lima 1997 - Médaillé d'argent en double trap par équipes. - 9e en double trap. - Barcelone 1998 - Médaillé d'or en double trap. - Médaillé d'or en double trap par équipes. - 15e du tir à la fosse olympique. - Tampere 1999 - Médaillé d'or du tir à la fosse olympique. - Médaillé d'or du tir à la fosse olympique par équipes. - 22e en double trap. | - Le Caire 2001 - Médaillé d'or du tir à la fosse olympique. - Médaillé d'or du tir à la fosse olympique par équipes. - Lahti 2002 - Médaillé d'argent du tir à la fosse olympique. - Médaillé d'argent du tir à la fosse olympique par équipes. - 26e en double trap. - Nicosie 2003 - 10e du tir à la fosse olympique. - Lonato del Garda 2005 - Médaillé d'argent du tir à la fosse olympique par équipes. - 18e du tir à la fosse olympique. - Zagreb 2006 - 35e du tir à la fosse olympique. - Nicosie 2007 - Médaillé d'or du tir à la fosse olympique. - Maribor 2009 - 7e du tir à la fosse olympique. - Munich 2010 - 9e du tir à la fosse olympique. |

### Jeux du Commonwealth
- Kuala Lumpur 1998
  -   Médaille d'or en trap.
  -  Médaille d'argent avec Ben Kelley en trap par équipes de deux.
- Manchester 2002
  -  Médaille d'or en trap.
  -  Médaille d'or avec Adam Vella en trap par équipes de deux.
  -  Médaille d'argent avec Russell Mark en double trap par équipes de deux.
- Melbourne 2006
  -  Médaille d'or avec Adam Vella en trap par équipes de deux.
- New Delhi 2010
  -  Médaille d'or avec Adam Vella en trap par équipes de deux.
  -  Médaille d'argent en trap.